# Pseudomelatoma
Pseudomelatoma is een geslacht van weekdieren uit de klasse van de Gastropoda (slakken).

## Soorten
- Pseudomelatoma eburnea (Carpenter, 1865)
- Pseudomelatoma moesta (Carpenter, 1864)
- Pseudomelatoma penicillata (Carpenter, 1865)
- Pseudomelatoma sticta S. S. Berry, 1956
- Pseudomelatoma torosa (Carpenter, 1864)